# Prosa
La prosa è una forma di espressione linguistica, caratterizzata dalla continuità dei periodi sintattici e non sottomessa alle regole della versificazione. Il concetto di prosa va considerato in opposizione a quello di poesia: esso infatti indica una struttura che non presenta "l'andare a capo" del verso (regolato da norme metriche, esigenze ritmiche, volontà di espressione), ma procede diritta, completando il rigo ed usando "l'andare a capo" solo per indicare una separazione non metrico-ritmica ma concettuale, tra sequenze non obbligate da vincoli formali.
Nella prosa post-moderna si assiste comunque a un uso accentuato del capoverso per finalità non solo concettuali ma soprattutto ritmiche. Ciò avviene in particolare nel romanzo e nel racconto d'azione ai quali occorre imprimere un'andatura più incalzante.
Con il termine "teatro di prosa" ci si riferisce abitualmente anche ad un genere teatrale, che lo oppone soprattutto al teatro musicale (ma anche ad altri generi: pantomima, teatro-danza etc.) e che quindi niente ha a che fare con la prosa qui sopra descritta.
L'origine etimologica e la storia della prosa testimoniano questi caratteri: Prosa (anticamente proversa e successivamente prorsa) era in latino la forma femminile dell'aggettivo prorsus (diritto, di seguito); unita al sostantivo oratio indicava il discorso orale o scritto non in versi. In Marco Fabio Quintiliano il termine è già usato come sostantivo.
Le funzioni della prosa colta sono molteplici:
- Narrativa
- Storiografia
- Didattico-scientifica
- Saggistico-critica
- Oratoria
- Epistola
- Drammatica

Nonostante questa ricchezza di possibili forme, la prosa fu per lungo tempo lasciata a sperimentazione tutto sommato libera. Nella cultura latina la prosa non era legata a generi narrativi ma all'oratoria, che ne costituisce il sommo modello. Marco Tullio Cicerone nell'Orator distingue tre livelli di stile: basso, medio ed elevato, ed approfondisce i caratteri musicali della prosa stabilendo regole che riguardano la disposizione dei membri della frase, il ritmo e soprattutto la clausola del periodo, ovvero la sua parte finale, disposta secondo misure metriche analogiche a quella della poesia.
La teoria di Cicerone passa attraverso Quintiliano ed arriva al Medioevo influenzando le artes dictandi delle scuole e delle cancellerie. Nel secolo XIII Giovanni di Garlandia descrive e classifica alcuni tipi di stile prosaico, ed in questo periodo si elabora una prosa latina scientifica e filosofica che fa prevalere sul gusto dell'ornatus il rigore di schemi logico-dimostrativi.
La civiltà rinascimentale ripropone una gamma più ampia di generi in prosa: la poetica del classicismo tende a presentare modelli da imitare nei diversi generi letterali. L'inversione di tendenza si ha nel seicento barocco che sottrae i suoi spettacolari artifici all'uso dell'imitazione. Nel 1700 la prosa diventa importante strumento per la divulgazione e per la polemica narrativa, filosofica, satirica, ma è con il 1800 che la distinzione tra prosa e poesia si approfondisce creando la distinzione tra la prosa di funzione teorico-narrativa e la poesia di funzione lirica, a questa distinzione si fa riferimento per la comprensione del dominio della prosa nel naturalismo.